# Chapeau!

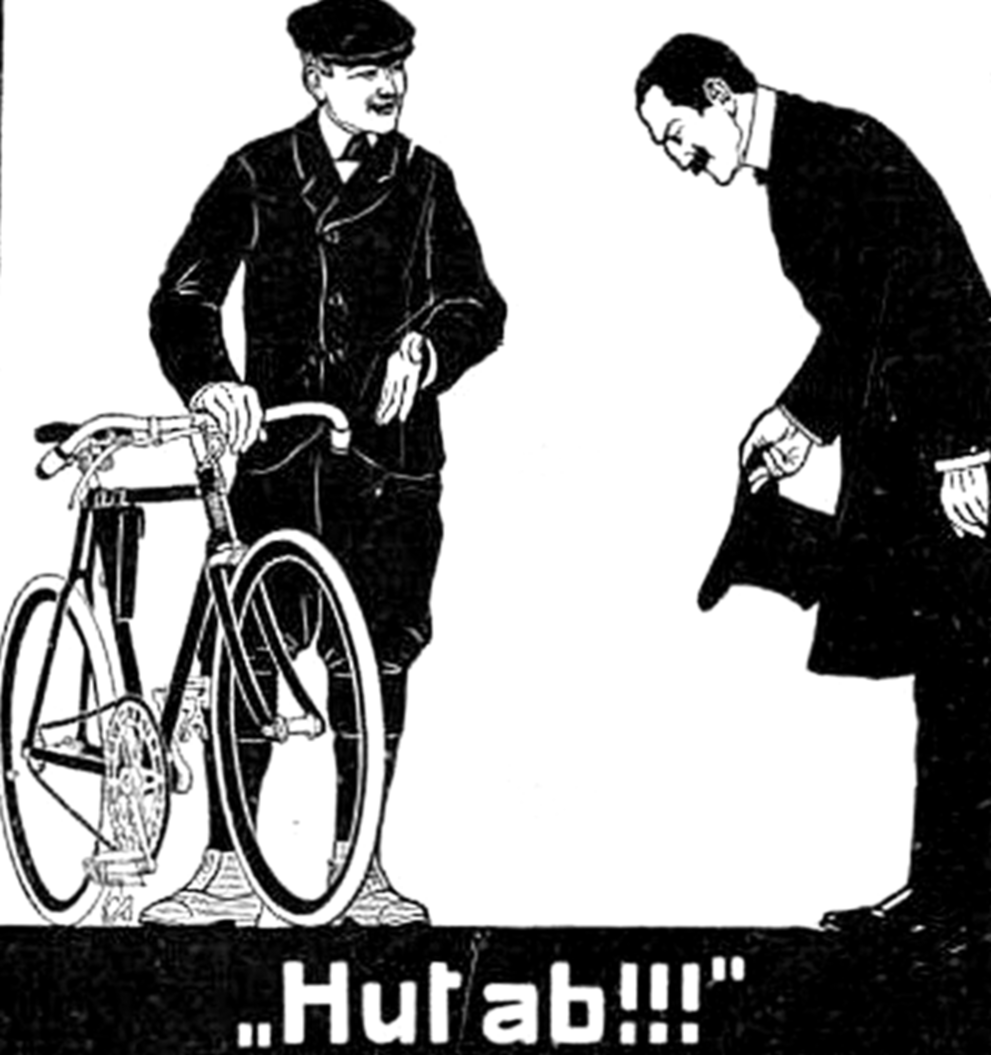
Chapeau! Hut ab! Eine illustrierte Form dieses Ausrufes

Chapeau! [ʃaˈpoː] ist ein auch im deutschen Sprachkreis verwendeter Ausruf der Anerkennung. Er stammt aus der französischen Sprache und ist eine Interjektion.

## Bedeutung
Chapeau bedeutet in der wörtlichen französisch-deutschen Übersetzung Hut. Als Chapeau!  wird der Ausdruck vor allem im familiären oder sportlichen Bereich im Sinne von Hut ab!, Ich ziehe meinen Hut vor Dir, Alle Achtung!, Bravo verwendet.
Nach Jutta Limbach bezeugt dieser Ausruf „[…] echte Freude und Anerkennung gegenüber einer anderen Person und ihrer Leistung […] und drückt damit Überraschung aus, aber eben kein Erstaunen […]“. Gerade „eingewanderte Wörter“ wie Chapeau seien geeignet, Sprachlücken im zwischenmenschlichen Umgang zu schließen. Im Gegensatz zu Respekt! impliziere es vielmehr Würde und Stolz, klinge weniger nach Unterwürfigkeit.
In Südostdeutschland bedeutet Chapeau! auch Junge, Junge! oder Schau, schau!. Bei der Tour de France ist Chapeau neben À la bonne heure! die gebräuchliche Ehrenbezeugung für die große, herausragende Leistung eines Fahrers.

## Beispiele
- Chapeau Roger! (Süddeutsche Zeitung vom 21. August 2007 (Memento vom 8. März 2016 im Internet Archive))
- Chapeau! – Die New York Times geht mit sich selbst ins Gericht und kritisiert die eigene Berichterstattung vor dem Irak-Krieg (Die Zeit vom 27. Mai 2004)
- Chapeau, Herr Präsident, adieu! – Johannes Rau tritt ab (Süddeutsche Zeitung vom 28. Juni 2004)
- Chapeau, ein Lied von Robert Redweik aus dem Jahr 2015
- Chapeau! Ein Dorf zeigt, was es kann, ein Buch von Julia Stagg
- Chapeau! The Ultimate Guide to Men's Hats, ein Buch von Pierre Toromanoff